# Системний адміністратор
Систе́мний адміністра́тор (від англ. system administrator,  systems administrator) — працівник, посадові обов'язки якого передбачають забезпечення роботи комп'ютерної техніки, комп'ютерної мережі і програмного забезпечення в організації. Інша назва — сисадмін, sysadmin (прийшла з комп'ютерного сленгу). Системний адміністратор може бути, в залежності від розміру організації, або працівником підрозділу інформаційних технологій, або окремою штатною одиницею.
Виконувати функції системного адміністрування може також аутсорсингова компанія.
В СРСР вживались назви системний інженер (відповідав за апаратне забезпечення ЕОМ), системний програміст («генерував» операційні системи, відповідав за системне програмне забезпечення), «системщик» — неофіційна назва цих двох професій.

## Освіта
Раніше системні адміністратори могли бути самоуками (енікейщиками), але тепер для працевлаштування вимагається відповідна освіта за напрямками підготовки — комп'ютерні науки, комп'ютерна інженерія, програмна інженерія. Великі і спеціалізовані організації при прийомі на роботу можуть вимагати професійний сертифікат.

### Основні сертифікації
- Сертифікований фахівець Майкрософт (MCP), Сертифікований Системний Інженер Майкрософт (MCSE), сертифікований системний адміністратор «Майкрософт» (англ. Microsoft Certified Systems Administrator — MCSA) та інші для роботи в Windows-середовищах
- для роботи в Unix-подібних середовищах:
  - сертифікат Linux Professional Institute для роботи в Linux-середовищах
  - сертифікати Програми видачі свідоцтв Red Hat для роботи в Red Hat Enterprise Linux-середовищах
  - сертифікат для роботи в Solaris-середовищах
- сертифікати Мережевої академії Cisco для роботи з обладнанням Cisco
- сертифікати для роботи з базами даних Oracle

## Професія

### Вміння
Системне адміністрування засноване на знанні комп'ютерних систем і ефективних способів їх використання працівниками організації. Це потребує знань як операційних систем і застосунків, так і мети, з якою співробітники організації застосовують комп'ютери, а також уміння усувати неполадки в апаратному та програмному забезпеченнях.
Чи не найважливішим умінням системного адміністратора є здатність до розв'язання проблем (часто під тиском ряду обмежень). Сисадмін необхідний і незамінний при неполадках у комп'ютерній системі, він мусить швидко і правильно діагностувати й найкращим чином усувати їх.
Системний адміністратор — не розробник програмного забезпечення. Зазвичай він не зобов'язаний писати прикладні чи системні програми. Однак, сисадмін повинен розуміти призначення й поведінку програмного забезпечення в разі його розгортання чи застосування, пошуку помилок у програмах, а отже знати декілька мов програмування, щоб використовувати їх для написання скриптів (сценаріїв), які дозволяють автоматизувати рутинні завдання.
При роботі Інтернет-орієнтованих або бізнес-критичних систем системний адміністратор повинен особливо надійно контролювати безпеку мережі. Це означає не тільки своєчасне оновлення програмного забезпечення, але й запобіжні заходи проти зламу системи захисту і вторгнення в комп'ютерну систему. В деяких організаціях за безпеку комп'ютерної мережі й підтримку брандмауера (фаєрвола) відповідає адміністратор захисту мережі, але кожен сисадмін значною мірою здатен підтримувати безпеку системи.
Системні адміністратори — працівники, які протистоять атакам зломщиків і сприяють безпечному спілкуванню всередині інфраструктури організації, а також за її межами. Системний адміністратор — у певному сенсі також комп'ютерний зломщик, бо він повинен знати всі ті способи зламу й обходу захисту (наприклад брандмауера), які застосовують зломщики. Однак у більшості організацій обов'язками системного адміністратора є не тільки спостереження за безпекою мережі організації, але й інші супутні проблеми: боротьба з комп'ютерними вірусами, налаштування програмного забезпечення користувачів та ін.
Через швидкий розвиток Інтернет і мережевих технологій системному адміністратору-одинаку щоразу складніше протистояти всім проблемам, тому є (і з'являються нові) спеціалізовані інтернет-форуми й друковані видання, спрямовані на поглиблення знань сисадмінів-початківців і надання допомоги у розв'язанні різноманітних проблем.

### Обов'язки
Типові обов'язки системного адміністратора:
- підготовка й збереження резервних копій даних, їх періодична перевірка й знищення;
- встановлення й конфігурування оновлень операційної системи і прикладного програмного забезпечення;
- встановлення й конфігурування нового апаратного й програмного забезпечення;
- створення й підтримка в актуальному стані файлу облікових записів користувачів;
- підтримання інформаційної безпеки в організації;
- документування своєї роботи;
- усунення неполадок у комп'ютерній системі;
- монтаж комп'ютерної техніки та визначення необхідності ремонту;
- участь у проєктуванні та монтажі локальної мережі;
- участь у плануванні комп'ютерних систем та придбанні нової комп'ютерної техніки.

### Спеціалізація
1. Адміністратор вебсервера — займається встановленням, налаштуванням і обслуговуванням програмного забезпечення вебсерверів. Зазвичай, працює в хостинговій компанії.
Необхідні знання Лінукс/Unix систем, уміння конфігурувати вебсервер Apache і поштові сервери (qmail, Sendmail, Exim, Postfix), які встановлені на більшості вебсерверів у світі; додатково — вебсервер IIS і ОС Windows Server. Необхідне ґрунтовне розуміння моделі OSI, стека протоколів TCP/IP.
2. Адміністратор бази даних — спеціалізується на обслуговуванні та проєктуванні баз даних.
Потрібні ґрунтовні знання СКБД(СУБД) (щонайменше однієї з MySQL, PostgreSQL, MS SQL, Oracle, Informix), операційної системи, на якій працює база даних (Windows Server, Linux/Unix чи Solaris), знання особливостей реалізації баз даних, а також знання мови структурованих запитів (декларативної мови програмування) SQL.